# Stavraton
Stavraton (grško σταυράτον [stauráton]) je bil bizantinski srebrnik, ki je bil v obtoku v zadnjih sto letih Bizantinskega cesarstva. 

## Zgodovina
Ime stavraton se je prvič pojavilo sredi 11. stoletja za zlati histamenon, na katerem je bila podoba bizantinskega cesarja s križastim žezlom, sicer pa se je ime nanašalo na velike srebrne kovance cesarja Ivana V. Paleologa  (vladal 1341- 1376 in 1379-1391), ki so se začeli kovati okoli leta 1367 in so bili v obtoku v zadnjem stoletju bizantinske zgodovine. Ime je dobil verjetno po križu  (grško σταυρός [stavrós/staurós]), ki je bil upodobljen na njegovem domnevnem modelu – neapeljskem in provansalskem dvojnem gigliatu. Ime bi lahko izviralo tudi iz majhnih križev na začetku napisov na kovancih, ki so bili skoraj neopazni in so se na kovancih redko pojavljali.
Stavraton je bil zasnovan kot zamenjava za propadli zlati hiperpiron in kovanec z najvišjo vrednostjo v obtoku. Kovanec je bil zato težji od vseh prejšnjih bizantinskih in takratnih evropskih srebrnikov. Sprva je tehtal 8,5 g, kasneje pa se mu je masa zmanjšala na 7,4 g. Kljub temu je imel samo polovico vrednosti hiperperona, ki je ostal v uporabi samo kot fiktivna valuta.
Stavraton so dopolnjevali srebrni kovanci za 1/2 in 1/8 stavratona. Polovični stavraton je sprva  tehtal 4,4 g in nato 3,7 g. Osminski stavraton, znan tudi kot dukatopolon  (grško δουκατόπουλον [dukatópulon] ali mali dukat, v italijanskih virih duchatelo), ali aspron (grško ἄσπρον) je tehtal okoli 1,1 g. Srebrnik za 1/4 stavratona se ni koval, ker se je namesto njega uporabljal srebrni beneški dukat (grško  δουκάτον [doukáton]).
Na vseh stavratonih je bila na prednji strani doprsna podoba Kristusa, na hrbtni strani pa doprsna podoba aktualnega cesarja. Napisi so bili dokaj enotni. Na hrbtni strani je bil po robu ali v sredini napis »+[cesarjevo ime] ΔΕCΠΟΤΙC Ο ΠΑΛΕΟΛΟΓΟC / Θ[ΕΟ]V ΧΑΡΙΤΙ ΒΑCΙΛΕVC ΡWΜΑΙWN«, se pravi »Gospod (despotes) [cesarjevo ime] Paleolog/po božji milosti cesar (basileus) Rimljanov«. Na stavratonih Ivana V. Paleologa se je na notranjem napisu namesto naslova basileus uporabljal naslov autokrator: »Θ[ΕΟ]V ΧΑΡΙΤΙ AVTOKΡΑΤOΡ«.
Do leta 1990, ko so odkrili  zaklad z devetdesetimi kovanci, sta bili od srebrnikov zadnjega bizantinskega cesarja Konstantina XI. Paleologa (vladal 1449–1453) znana samo dva polovična  stavratona.